# Pääjärvi (sjö i Salla, Lappland)
Pääjärvi är en sjö i kommunen Salla i landskapet Lappland i Finland. Den är 4 meter djup. Arean är 35 hektar och strandlinjen är 3,85 kilometer lång. Sjön  ingår i Kemi älvs huvudavrinningsområde.   Den ligger omkring 110 kilometer öster om Rovaniemi och omkring 750 kilometer norr om Helsingfors. 
Norr om Pääjärvi ligger orten Kursu.  